# Roosevelt (släkt)
Roosevelt (engelska: Roosevelt family) är en framstående amerikansk släkt, som räknar två av sina medlemmar till tidigare amerikanska presidenter, Theodore Roosevelt (1901–1909) och Franklin D. Roosevelt (1933–1945).
Claes Maartenszen van Rosenvelt emigrerade till den nederländska bosättningen Nya Amsterdam (nuvarande Manhattan) under mitten av 1600-talet.